# Фицджеральд, Морис (лорд Лланстефана)
Морис Фицджеральд (англ. Maurice Fitz-Gerald, ок. 1100 — 1 сентября 1176) — англонормандский барон, один из первых участников нормандского вторжения в Ирландию, лорд Лланстефана, лорд Мейнута и Нейса, основатель дома Фицджеральдов, занимавшего одну из лидирующих позиций в Ирландии с XIII по XIX век.

## Биография
Описание участия Мориса Фицджеральда в нормандском вторжении в Ирландию содержится в произведении Гиральда Камбрийского «Завоевание Ирландии» (лат. Expugnatio Hibernica), а также анонимной «Песне о Дермоте и графе» (старофр. Chanson de Dermot et du comte). Кроме того, у Гиральда присутствует описание самого Мориса, согласно которому тот был человеком благородного достоинства и скромных манер, рассудительным и сдержанным, в бою бесстрашным, но не теряющим голову. Валлийский писатель сообщает, что Морис был немногословен, но если ему случалось говорить речи, то они были тщательно продуманны и убедительны.
Морис родился в семье Джеральда Винзорского и Нест, дочери короля Дехейбарта Риса ап Теудура, около 1100 года. Его отец прибыл в Пембрукшир во время завоевательного похода в юго-западный Уэльс Роджера Монтгомери, 1-го графа Шрусбери, когда был основан замок Пембрук, кастеляном которого и стал Джеральд. Удержав в конце XI века замок от многочисленных нападений валлийцев, Джеральд приобрёл вес среди англонормандской аристократии в марке, что позволило ему жениться на валлийской принцессе, а после падения дома Монтгомери — получить ряд земельных владений в графстве Пембрук. Одним из этих приобретений видимо стал манор Лланстефан, на землях которого был возведён одноимённый замок, лордом которого выходит на историческую арену второй сын Джеральда — Морис.
Впервые Морис Фицджеральд появляется в хрониках во время восстания в южном Уэльсе, последовавшего за гибелью в 1136 году Ричарда де Клера, графа Хертфорда и лорда Кередигиона, когда гвинедские принцы Оуайн и Кадваладр, а также правитель части уменьшившегося Дехейбарта — Грифид ап Рис, дядя Мориса, воспользовались смертью могущественного лорда и начинающейся гражданской войной в Англии, и предприняли наступление на позиции нормандцев в Уэльсе. В решающей битве при Криг-Маур Морис, вместе с Робертом Фицмартином, лордом Кемайса, Сетфаном, констеблем Кардигана, и своим братом — Уильямом, лордом Карея, входил в число командиров нормандского войска, потерпевшего поражение. В дальнейшем, дети Грифида продолжили дело отца и постепенно отвоевали значительную часть земель Дехейбарта к середине 1140-х годов, в частности в 1146 году Каделл, Маредид и Рис взяли замок Лланстефан, в то время как Морис пытался отбить у них Кармартен. В 1157 году новому королю Англии Генриху II удалось изменить ситуацию в пользу своих баронов, вторгнувшись в южный Уэльс и сократив земельные владения Лорда Риса до Большого Кантрева. Затем война, начавшаяся в 1164 году, вновь сместила баланс сил, и Рис ап Грифид вернул Кередигион себе, следствием чего стали территориальные потери многих нормандских аристократов.
Благодаря ситуации, сложившейся в южном Уэльсе, король Лейнстера Диармайд мак Мурхада, изгнанный верховным королём Руайдри Уа Конхобайром, и прибывший в Пембрукшир в 1167 году с грамотой, данной ему Генрихом II, смог найти достаточно сторонников из числа баронов марки. Остановившись в Сент-Дейвидсе у епископа Давида Фицджеральда, Диармайд по рекомендации последнего познакомился с его братом Морисом и заключил с тем соглашение, согласно которому Морис оказывает военную помощь королю Лейнстера, а в качестве вознаграждения получает город Уэксфорд и два кантреда на побережье. Для участия в походе решено было привлечь единоутробного брата Мориса — Роберта Фиц-Стефана, который был узником Лорда Риса со времени падения замка Кардиган в 1166 году. В ответ на просьбу Диармайда и длительные уговоры Мориса и Давида, Рис отпустил Роберта в начале 1169. Морис предложил Роберту забрать Уэксфорд в совместное владение, и тот быстро подготовился к кампании, отправившись в Ирландию весной того же года.
К моменту прибытия Мориса Роберт и Диармайд уже захватили Уэксфорд, удержали Фернс и выторговали у верховного короля перемирие. Морис Фицджеральд приплыл в Ирландию на двух кораблях с отрядом в 10 рыцарей, 30 легких всадников и 100 пехотинцев. На встрече соратников было решено, что Роберт Фиц-Стефан остаётся укреплять город, а Диармайд с Морисом направляются на север, где они до весны подобрали под себя земли Лейнстера, за исключением Уотерфорда и Дублина. Поскольку основной союзник Диармайда — Ричард Стронгбоу задерживался, то король Лейнстера предложил Морису руку своей дочери, обещанной Ричарду, но тот, уже состоя в браке и будучи вассалом Де Клеров, отказался.
В мае 1171 года в Ирландии высадился авангард Стронгбоу под предводительством Раймонда Толстого, племянника Мориса, который укрепился под Уотерфордом, а концу лета туда прибыл сам граф, и объединившись с силами Раймонда, Мориса и Диармайда взял этот город. Следующим шагом был поход завоевателей на Дублин, который они взяли спустя месяц, но попали в окружение — с запада город осаждали войска верховного короля, а с моря город блокировал флот наёмников с Гебридских островов и Мэна. Находясь в осаде, нормандцы вынуждены были решать две проблемы — в своём замке Карриг также попал в осаду Роберт Фиц-Стефан, оставшийся один, и король Генрих, угрожая конфискацией английских владений, требовал признания своих прав на их завоевания. Согласно Гиральду в этот момент Морис выступил с речью, в которой был произнесён тезис, характерный для мироощущения английских колонистов в Ирландии на протяжении многих веков: «… мы англичане для ирландцев, и ирландцы для англичан». Основным посылом речи было то, что помощи ждать неоткуда, поэтому надо полагаться только на товарищей и свою доблесть. Вдохновлённые ею нормандцы отбили атаку наёмников с моря, убив их предводителя, а затем под предводительством Мориса совершили ночной кавалерийский налёт на лагерь Руайдри Уа Конхобайра, рассеяв его войска. Морис устремился на юг на помощь к брату, но опоздал, ирландцы захватили недостроенный замок Карриг и взяли Роберта в плен.
В октябре 1171 года Генрих II приплыл в Ирландию и вошёл с большой армией в Уэксфорд, жители которого предпочли не сопротивляться могущественному королю и передали ему Роберта Фиц-Стефана. Король оставил Роберта в заключении, за то, что тот взял в прямое владение город, не выполнив вассальный долг перед ним. Затем Генрих встретился с Ричардом Стронгбоу и принял под свою руку завоёванные земли, при этом основные города побережья были включены в королевский домен. Таким образом, Морис и Роберт потеряли свои приобретения и оказались в опале, однако перед отбытием в Англию Генрих отпустил Фиц-Стефана и назначил их с Фицджеральдом в помощники Хью де Лэйси, поставленного королевским наместником. Кроме того, король пожаловал Морису земли кантреда Офелан с центром в Нейсе, в пределах владений, выделенных Стронгбоу как лорду Лейнстера.
О дальнейших событиях в жизни Мориса известно немногое. В качестве лейтенанта Де Лэйси, Фицджеральд отличился при покорении Мита и спас Хью жизнь. Потом, когда большинство ирландских баронов было призвано для участия в борьбе с восставшими против Генриха II принцами и Элеонорой Аквитанской, Морис по всей видимости остался в Ирландии. После возвращения облечённого теперь королевским доверием Стронгбоу на остров, Морис получает от него ещё ряд владений в Килдэйре — город Мейнут и кантред Оффали, и управляет ими ещё три года до своей смерти. Морис Фицджеральд скончался 1 сентября 1176 года в Уэксфорде и был похоронен во францисканском монастыре города.

## Брак и дети
Морис Фицджеральд был женат на Алисе де Монтгомери, дочери Арнульфа де Монтгомери, лорда Пембрука, бывшего сеньора Джеральда Виндзорского. Дети от этого брака положили начало многим ветвям дома Фицджеральдов (иначе называемого Джеральдинами):
- Роберт Фиц-Морис, от которого через его сына Томаса Фиц-Роберта начался род Фицморисов, баронов (с 1723 года графов) Керри, а также их младшая ветвь — Петти, графов Шелбурн, вновь соединившиеся как Петти-Фицморисы, маркизы Лансдаун;
- Морис Фиц-Морис (ум. 1218), от него начинается ветвь Фтцджеральдов, баронов Бёрнчёрча в Килкенни, старшая линия которой прервалась с конфискацией владений Кромвелем в 1653 году, после реставрации в правах была восстановлена младшая линия, владевшая замком Бёрнчёрч до XVIII века;
- Уильям Фиц-Морис (ум. 1199), унаследовавший от отца Нейс, является одним из первых английских аристократов, непосредственно использовавших личный титул «барон» (Baro de Naas)[8];
- Томас Фиц-Морис (ум. 1213), женат на Элинор де Марисек, основатель ветви Фицджеральдов из Десмонда, баронов (с 1329 года графов) Десмонда;
- Александр, Уолтер, Редмонд и Хью Фиц-Морисы, о которых известно только то, что они были сыновьями Мориса;
- Неста. Муж: Эрве де Монморанси (ум. после 1172), коннетабль Ирландии
- Джеральд Фиц-Морис (ок. 1150—1203), унаследовавший от отца Оффали, основатель ветви Фицджеральдов из Килдэйра, баронов (с 1316 года графов) Килдэйра, с 1766 года герцогов Лейнстер.